# فندق جيه دبليو ماريوت (الكويت)
فندق جيه دبليو ماريوت مدينة الكويت هو فندق فاخر يقع في قلب مدينة الكويت. كان يُعرف سابقًا باسم "لو ميريديان الكويت"، وقد انتقلت إدارته إلى شركة ماريوت العالمية في شهر تشرين الثاني من عام 2002، وأُعيد افتتاحه تحت العلامة التجارية "جيه دبليو ماريوت" في اليوم الأول من شهر كانون الثاني عام 2003. يضم الفندق 310 غرفة، من بينها أربع وسبعون جناحًا.
يقع الفندق ضمن مشروع متعدد الاستخدامات يشمل مركز "الصالحيّة" التجاري الراقي، ومكاتب تجارية تعلو المركز، بالإضافة إلى برج "السحاب" الإداري، ويُعد هذا المجمع المشروع الرائد لشركة الصالحية العقارية المالكة.

## التاريخ
في عام 1978، بدأت شركة الصالحية العقارية في تنفيذ مشروع متعدد الاستخدامات يتضمن مركزًا تجاريًّا وفندقًا متصلًا به. وقد افتُتح الفندق في عام 1980 تحت اسم "لو ميريديان الكويت"، وكان من أكثر الفنادق فخامةً في المنطقة، كما يُعد من أوائل الفنادق ذات التصنيف العالمي في الكويت.
في عام 1990، وأثناء الغزو العراقي لدولة الكويت، تعرّض بهو الفندق والطابق الأرضي لحريق أشعله الجنود العراقيون، ما أدّى إلى أضرار جسيمة في الديكورات الداخلية. وبعد تحرير الكويت، خضع الفندق لعمليات ترميم شاملة للأجزاء المتضررة، وأُعيد افتتاحه لاستقبال الضيوف.
في عام 2002، أنهت شركة الصالحية العقارية عقد إدارتها مع "لو ميريديان"، ووقّعت اتفاقًا جديدًا مع شركة ماريوت العالمية لتدشين علامتها الفاخرة "جيه دبليو ماريوت" في الكويت، اعتبارًا من الأول من كانون الثاني عام 2003.
في عام 2003، أصبح الفندق مركزًا رئيسيًّا للصحافيين الوافدين لتغطية أحداث الحرب في العراق. وشهدت هذه الفترة تشديدًا كبيرًا في الإجراءات الأمنية، من ضمنها فحص جميع المركبات الداخلة، والمرور عبر بوابات كشف المعادن، ومسح الأمتعة، والتحقّق من الهويات، بالإضافة إلى إبعاد مواقف السيارات عن مدخل الفندق ومساحة الاستقبال.

## أعمال التحديث
منذ إعادة افتتاحه في عام 2003، خضع الفندق لسلسلة من مشاريع التجديد الكبرى، التي شملت تحديث بهو الفندق، والمطاعم، والمرافق الصحية، وجميع غرف النزلاء.
وفي شهر كانون الأول من عام 2020، أُغلق الفندق للبدء بمشروع ترميم شامل تم فيه تجريد البرج بالكامل وإعادة تصميمه داخليًّا وتحديث واجهته الخارجية. كما تم توسيع المركز التجاري المجاور ليشمل بهو الفندق السابق والطابق الميزانين، وتم تحويل الطوابق الثاني والثالث والرابع من برج الفندق إلى مكاتب إدارية. أما الفندق نفسه، فسيشغل الطوابق من الخامس حتى السادس عشر، ومن المقرر أن يُعاد افتتاحه خلال عام 2025..